# Museo de Luxor
El Museo de Luxor está situado en el centro de la ciudad de Luxor (la antigua Tebas), cerca del río Nilo, en Egipto. 

## Historia
La creación del museo vino a manos del Ministerio de Cultura egipcio, quien contrató a Mahmud El Hakim, un reputado arquitecto egipcio, para el proyecto del espacio cultural en 1962. Las obras del museo se acometieron entre los años 1972 y 1975.
El museo fue inaugurado en el año 1975 y custodia un número reducido de objetos antiguos de gran calidad, en particular, una magnífica estatua de esquisto verde del faraón Tutmosis III. 

## Colección
Entre los objetos expuestos se encuentra parte del ajuar funerario del faraón Tutankamón, encontrado en su tumba en el Valle de los Reyes, y una colección de 26 estatuas del Imperio Nuevo encontradas en las cercanías del templo de Luxor en 1989. Además, en marzo de 2004 se acometieron unas obras de ampliación que permitieron la construcción de un pequeño centro de visitantes y una sala acondicionada dedicada a exponer las momias de Amosis I y la atribuida a Ramsés I, los fundadores de la XVIII dinastía y la XIX dinastía.
Otras de las piezas destacables es la reconstrucción de una de las murallas del templo de Akenatón en Karnak y una estatua de calcita representando al dios cocodrilo Sobek y el faraón de la XVIII dinastía Amenhotep III.

## Galería de imágenes
Esculturas expuestas en el museo:

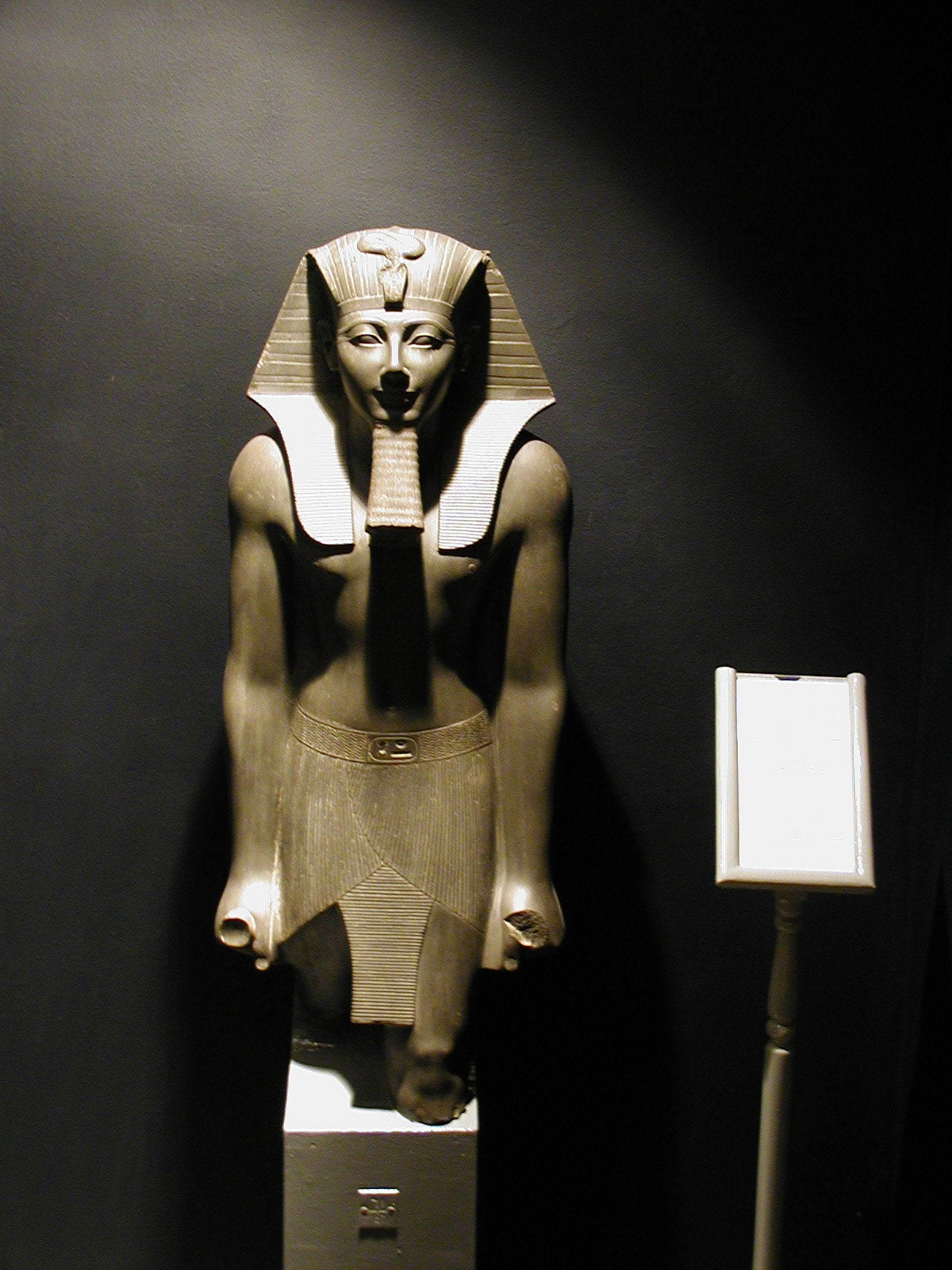
Estatua de Tutmosis III encontrada en Karnak
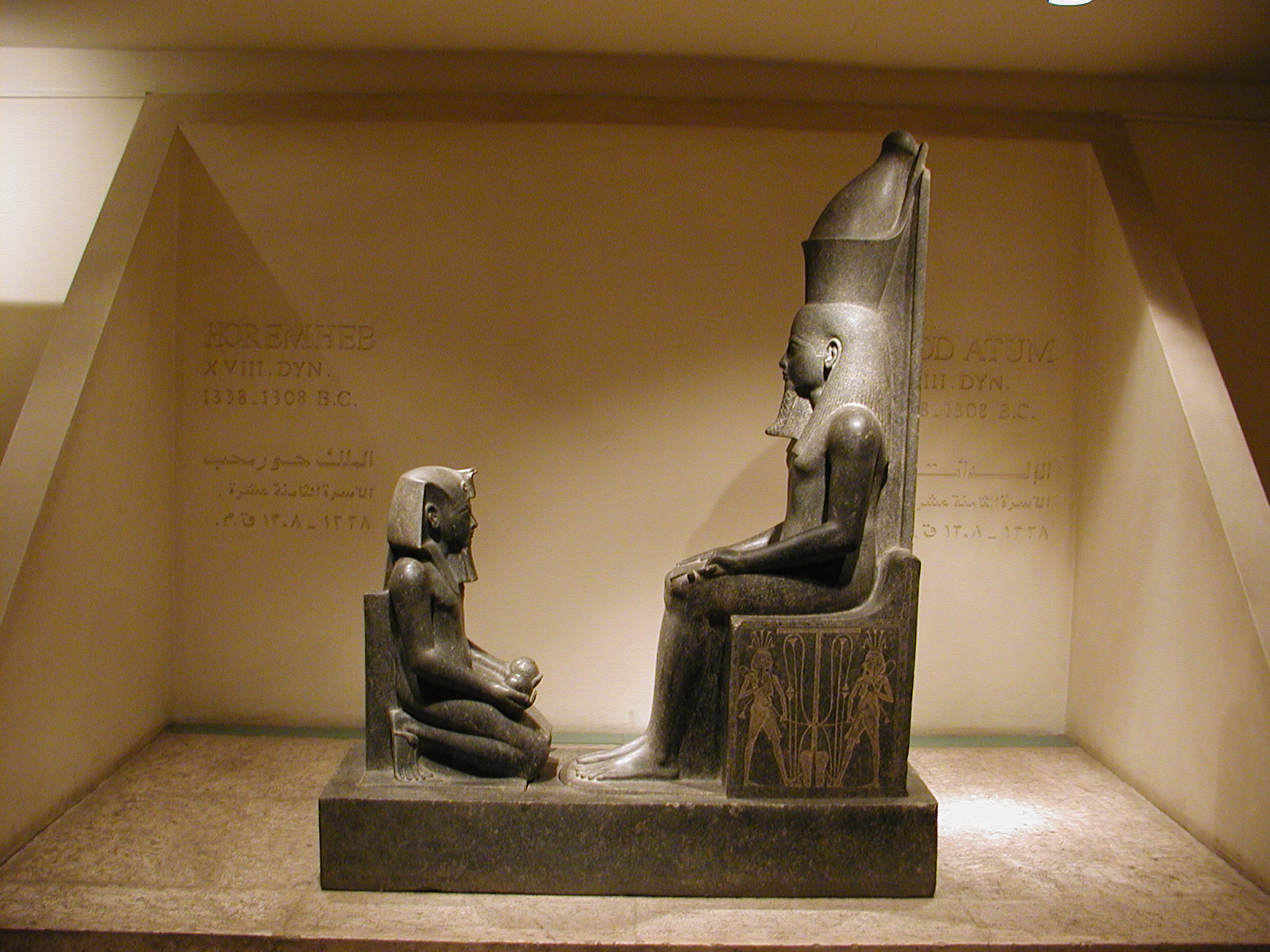
Horemheb ante el dios Atum
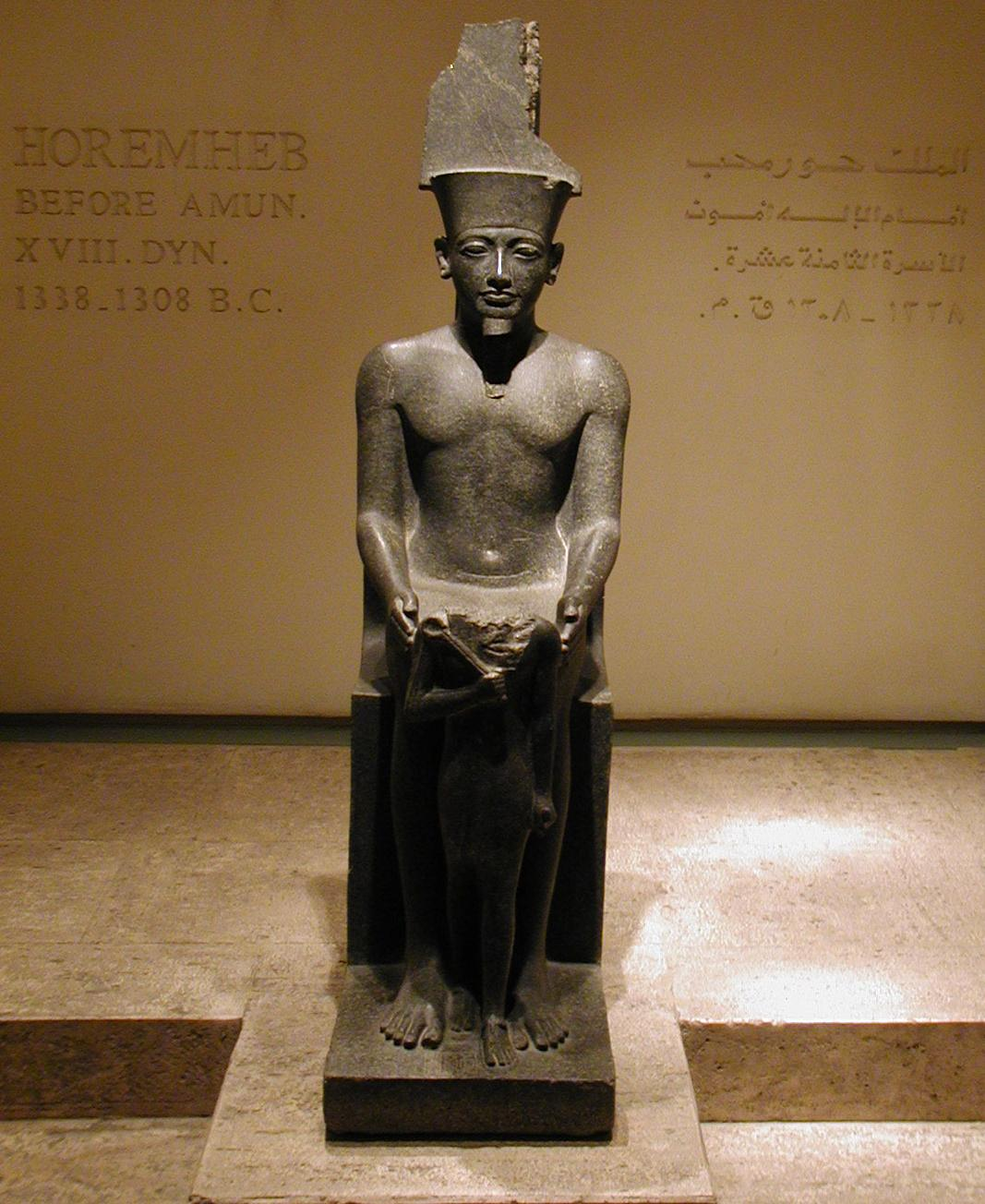
Estatua acéfala del faraón Horemheb ante el dios Amón
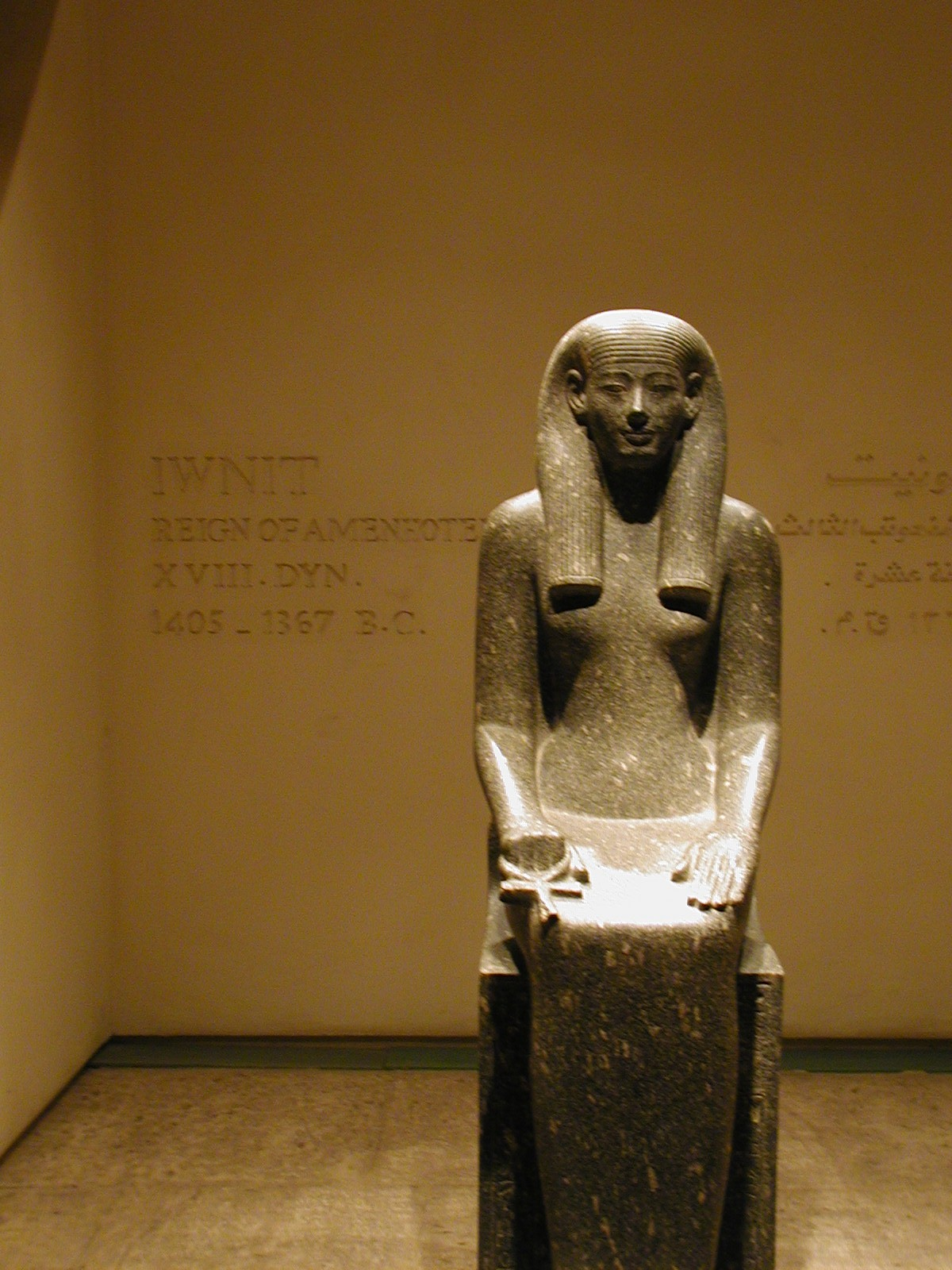
Estatua de la diosa Iunit
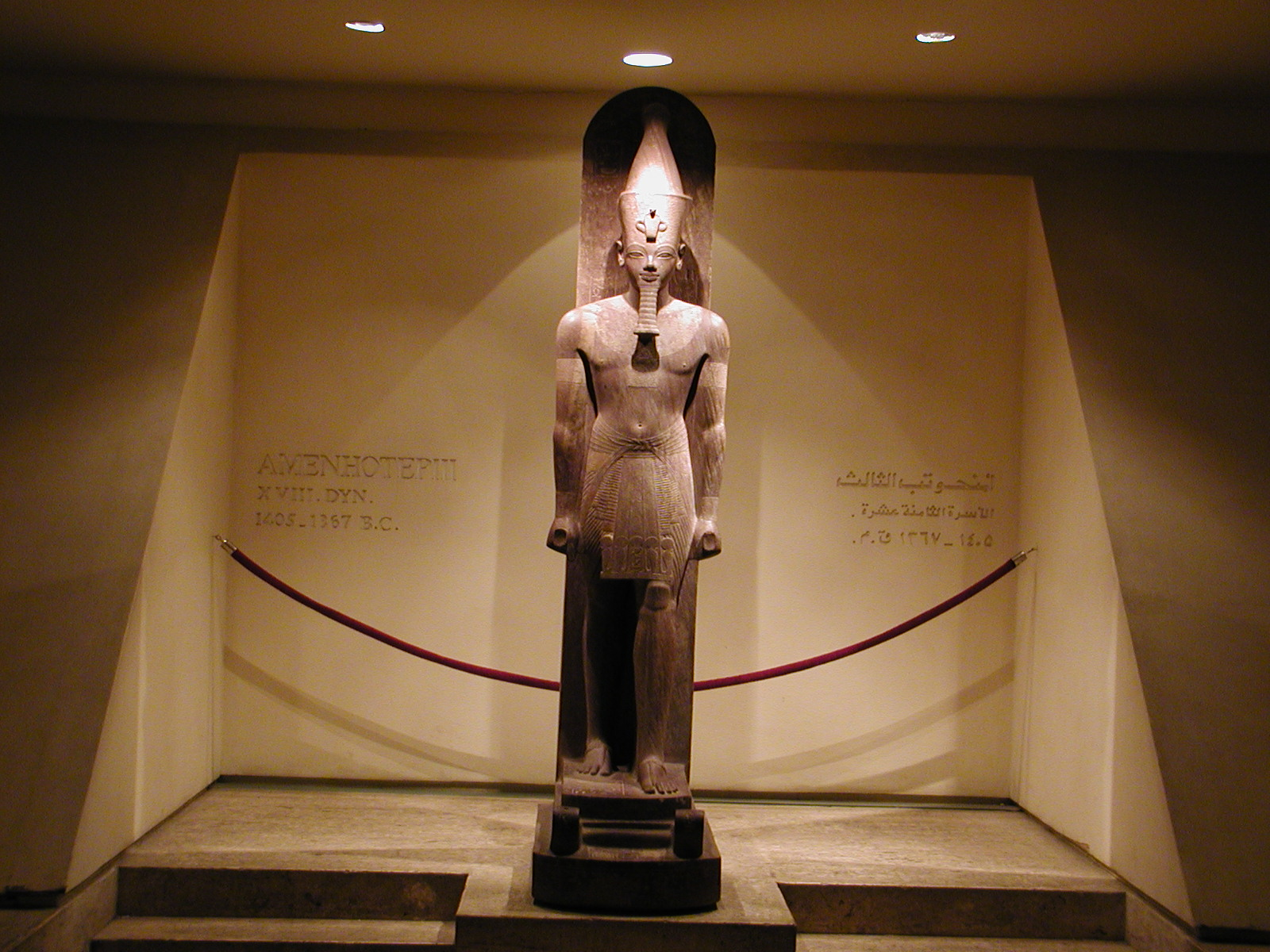
Estatua del faraón Amenofis III
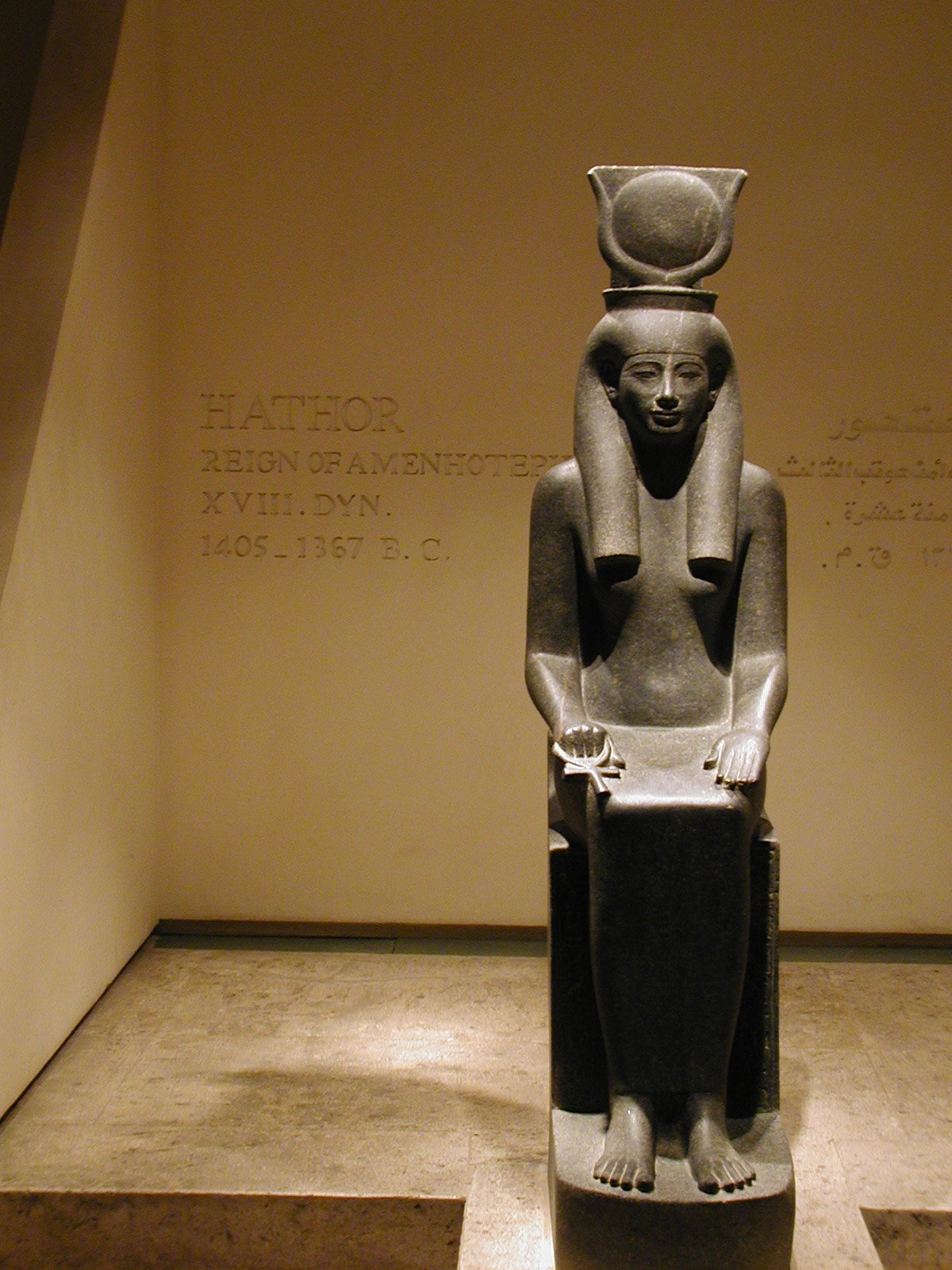
Estatua de la diosa Hathor
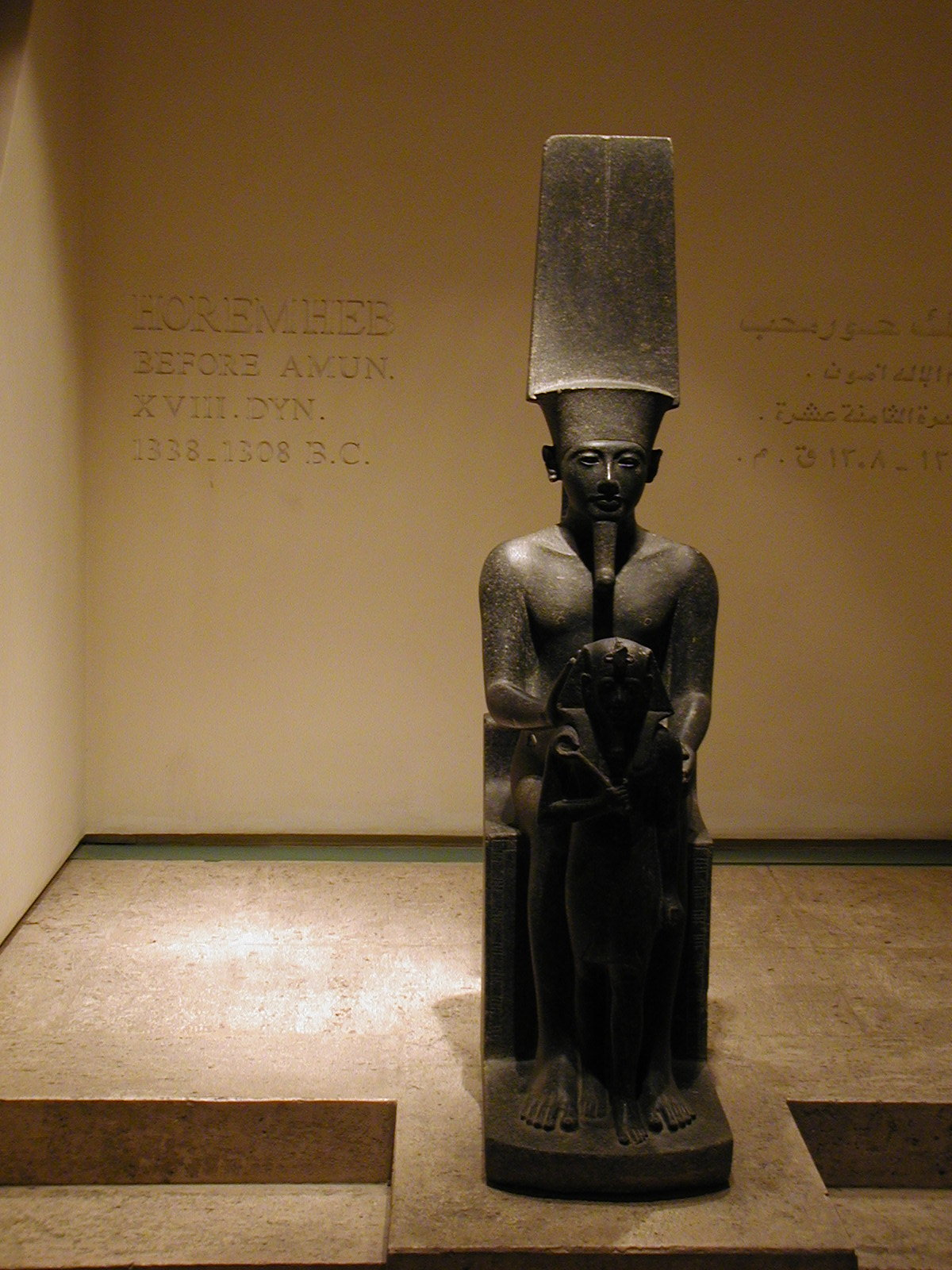
Estatua del faraón Horemheb ante el dios Amón
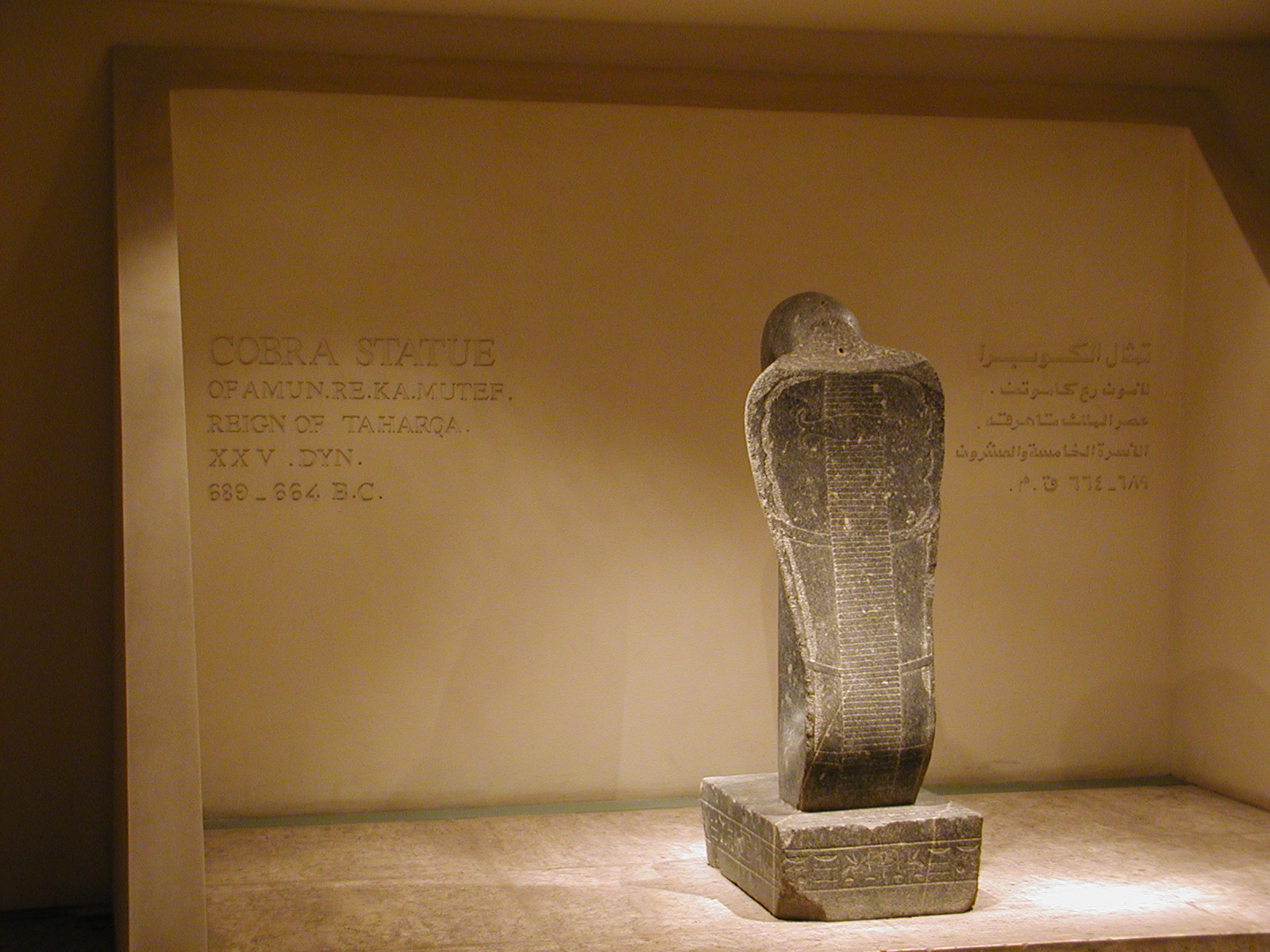
Estatua del dios Amón-Ra-Kamutef como cobra
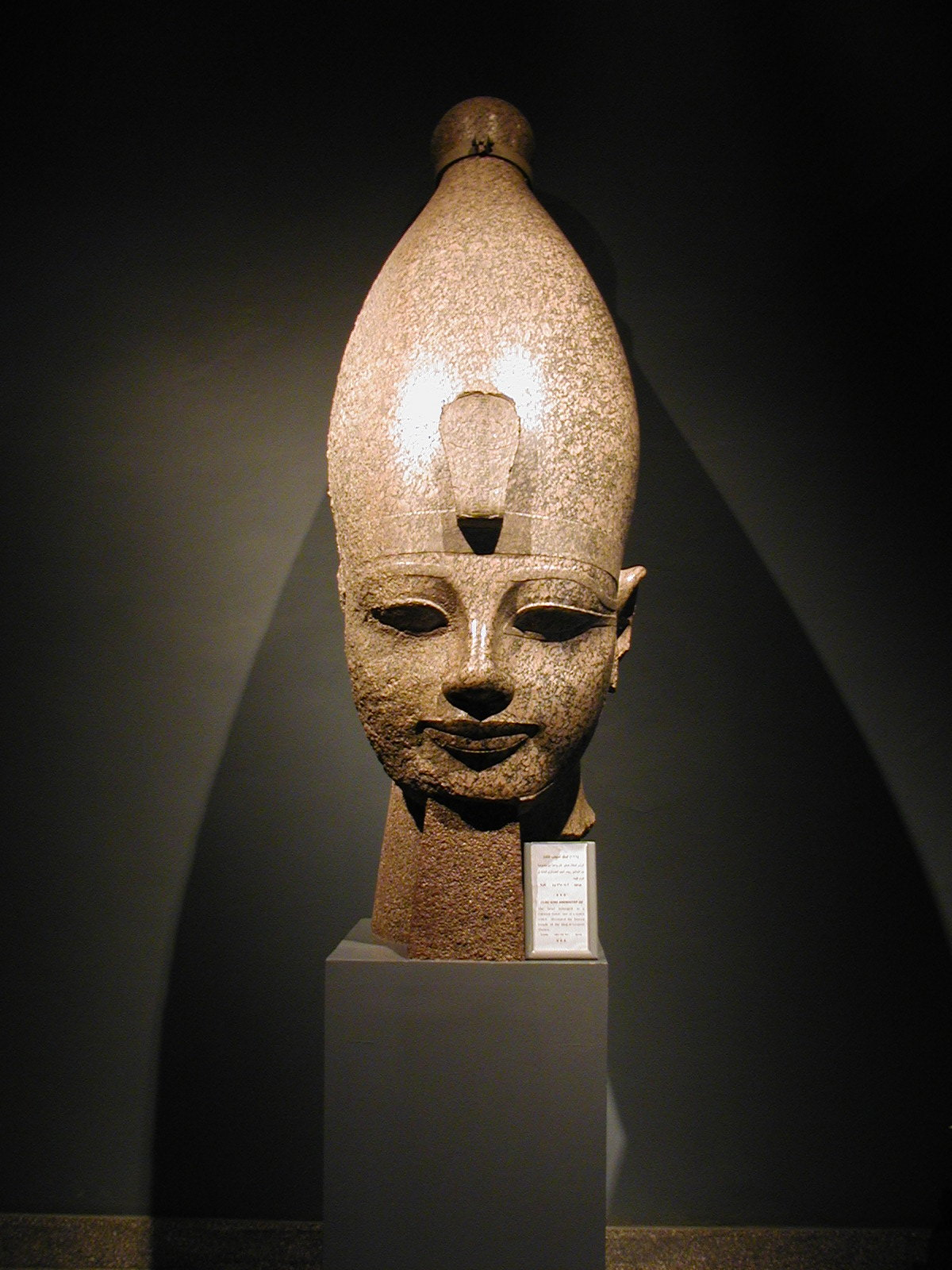
Cabeza de una estatua colosal de Amenofis III
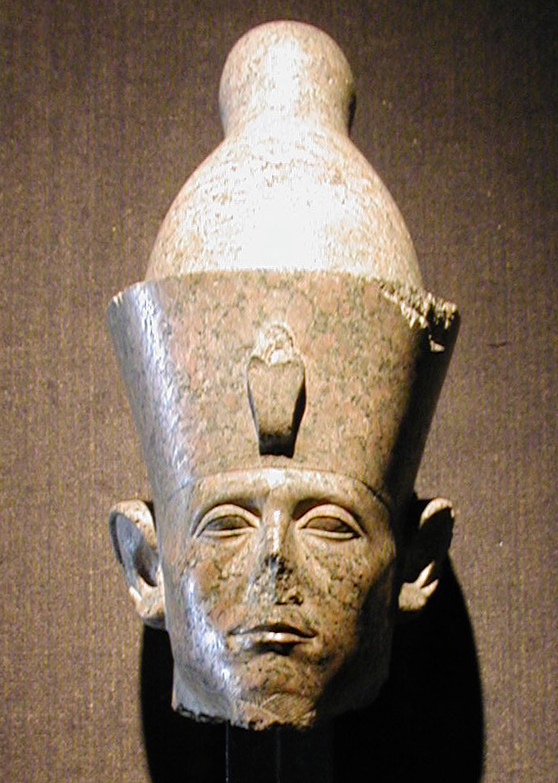
Cabeza de una estatua colosal de Sesostris III
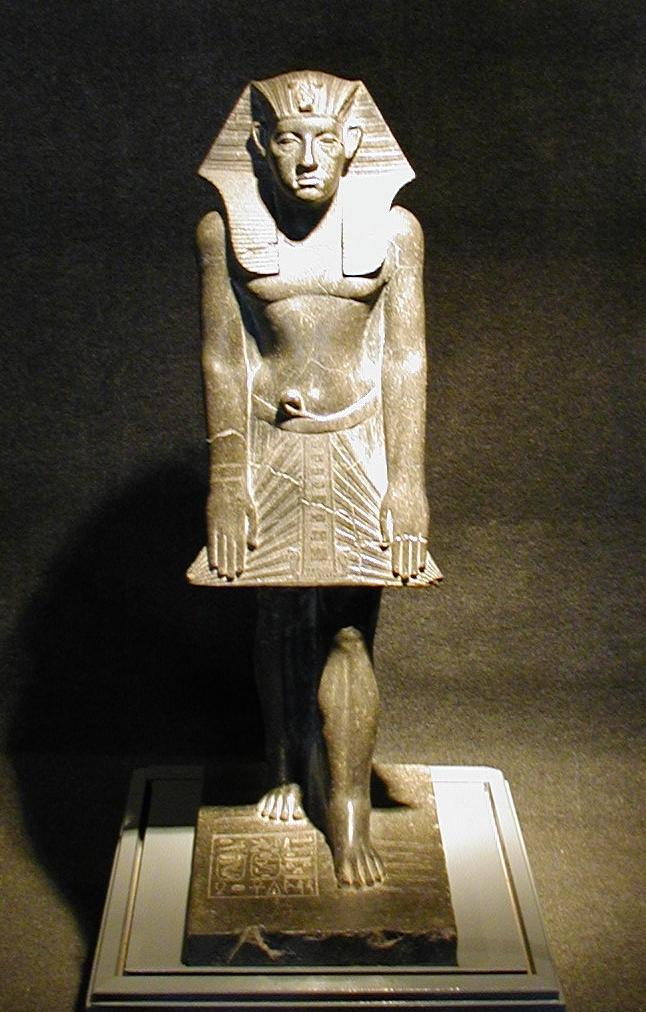
Estatua de Amenemhat III
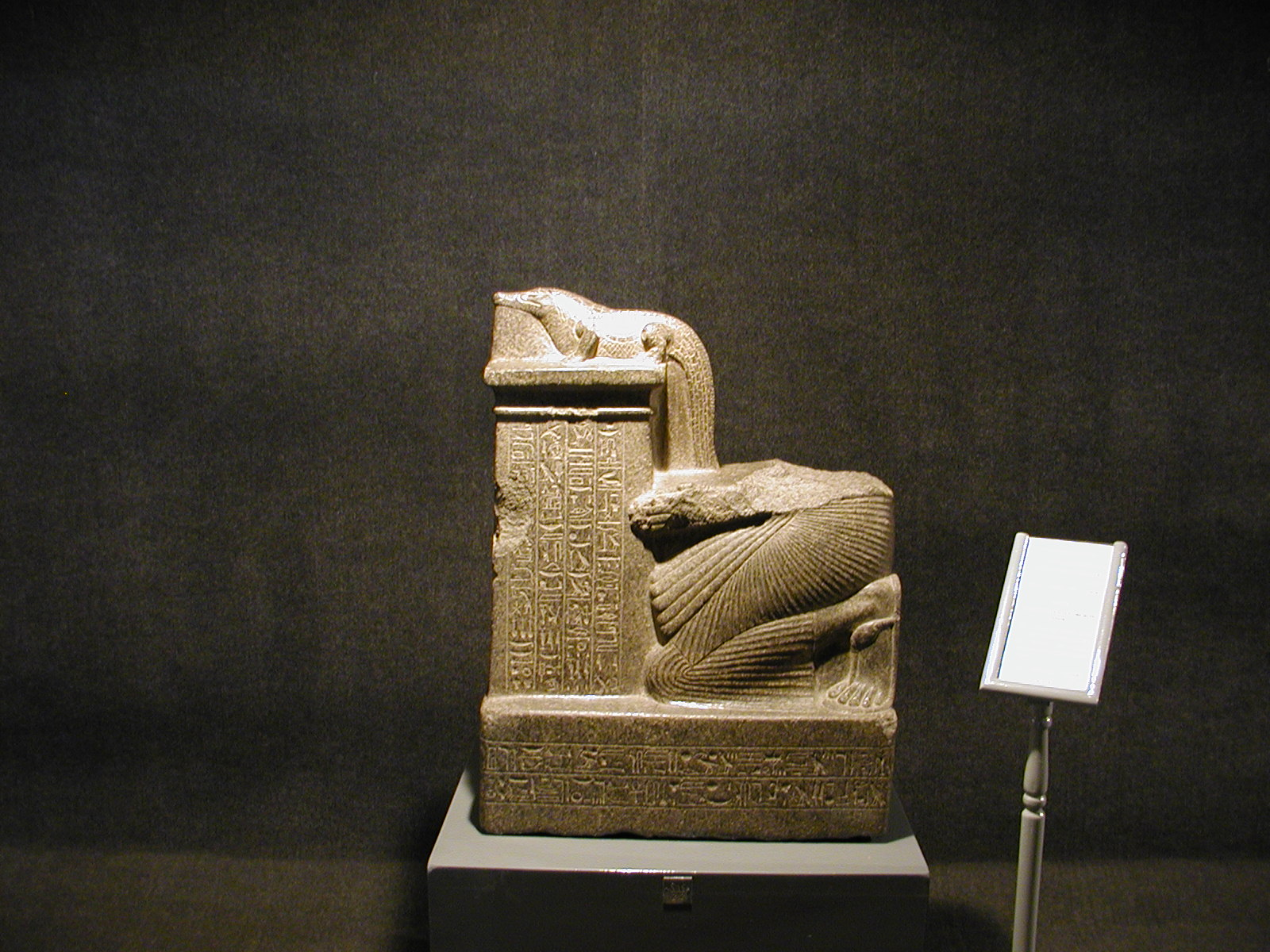
Estatua del dios cocodrilo Sobek
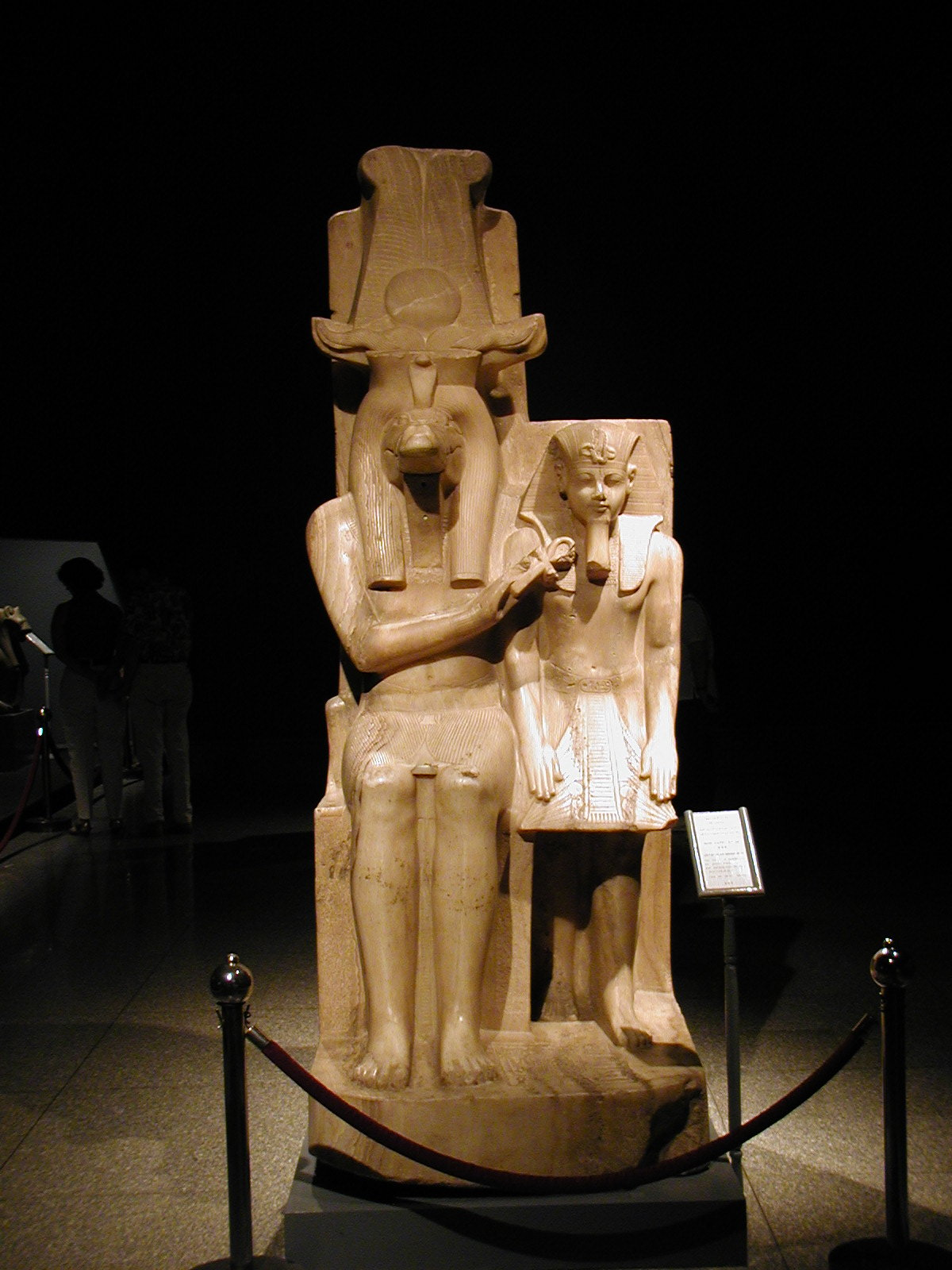
El dios cocodrilo Sobek y Amenofis III
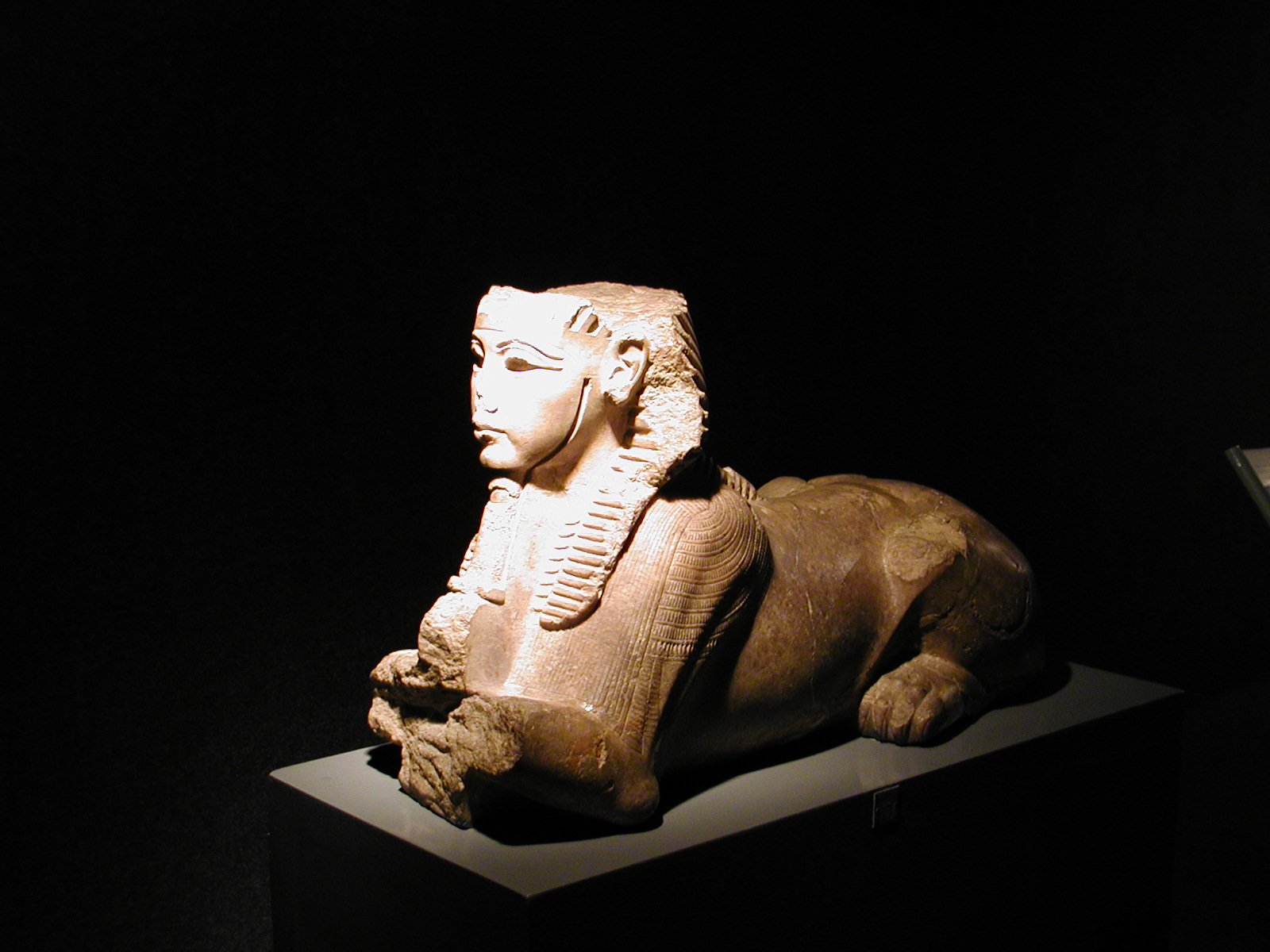
Esfinge de Tutankamón
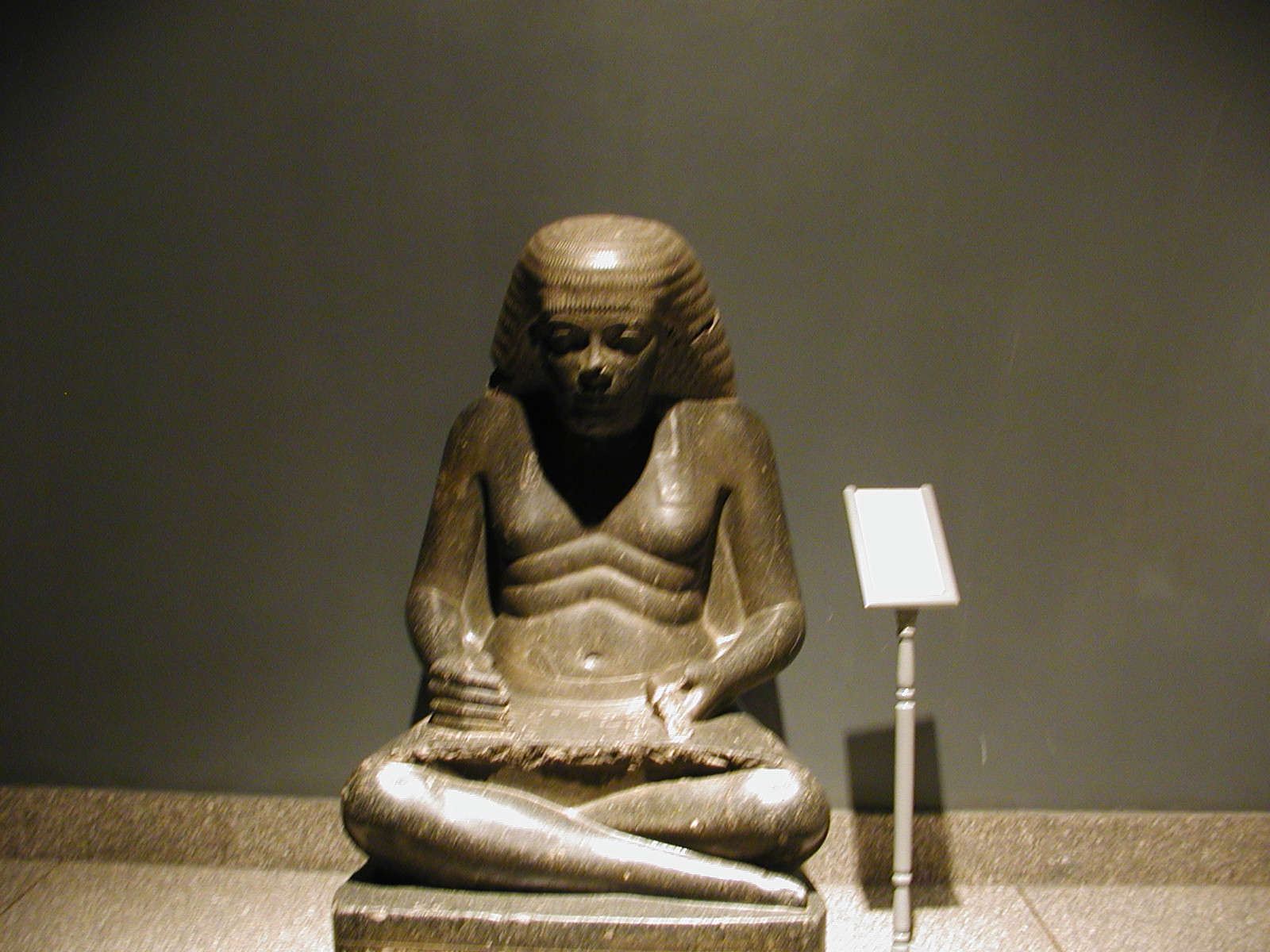
Estatua de Amenhotep (hijo de Hapu), como escriba, encontrada en Karnak
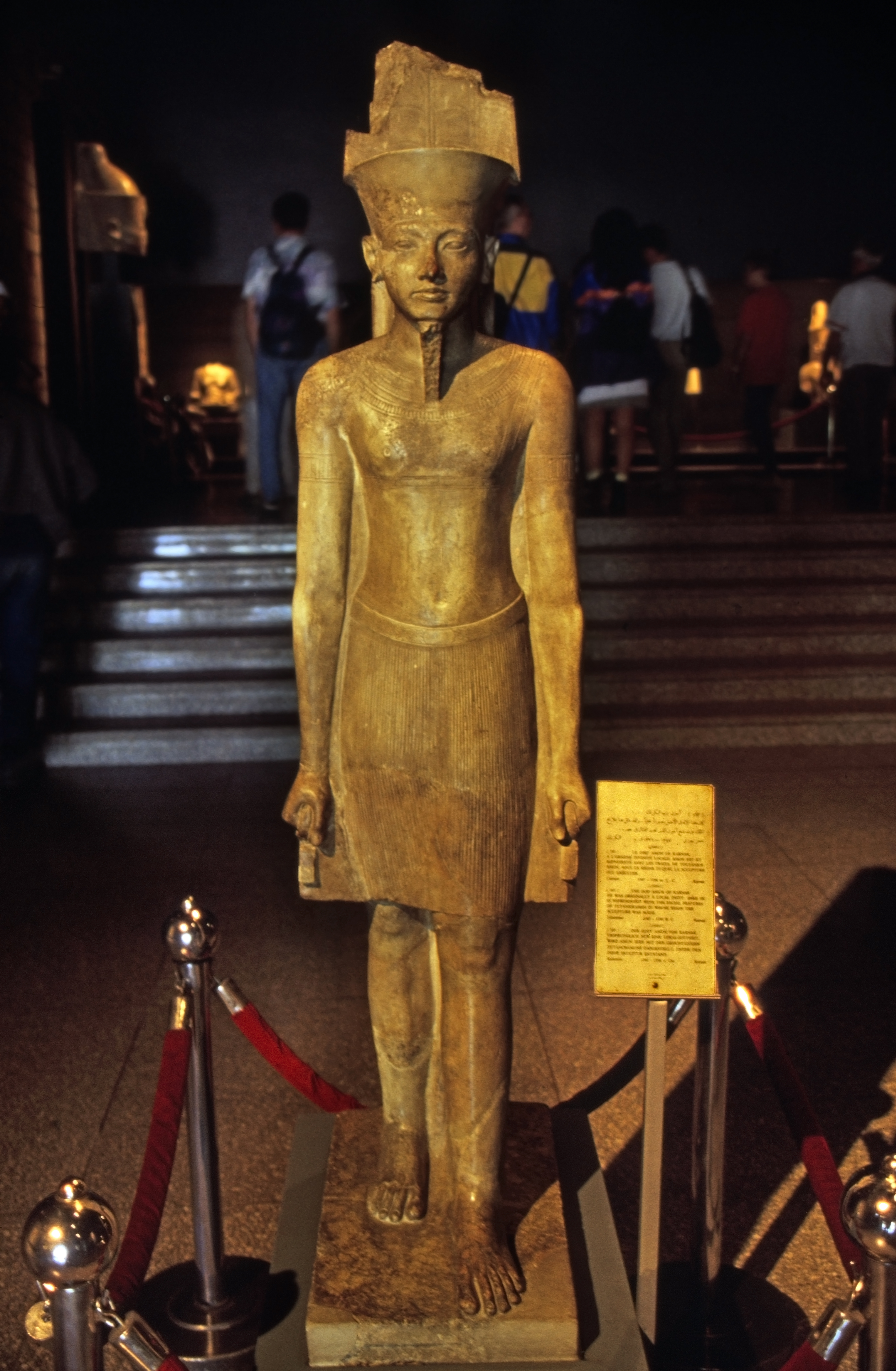
Estatua de Tutankamón